# کرونسگارد
کرونسگارد (به آلمانی: Kronsgaard) یک شهر در آلمان است که در اشلسویگ-فلنسبورگ واقع شده‌است. کرونسگارد  ۲۵۴ نفر جمعیت دارد.